# Empire Bay (Mafia)

Bản đồ thành phố Empire Bay

Empire Bay là tên một thành phố viễn tưởng xuất hiện trong game Mafia II. Nó dựa trên các thành phố lớn khác của nước Mỹ như New York, Chicago và San Francisco. Cái tên "Empire Bay" đã được hãng sản xuất đặt từ phần I.

## Thông tin địa lý
Empire Bay là một thành phố mở, nó gồm hai phần là nội thành và ngoại thành, nhưng người chơi chỉ đi ngoại thành bao giờ có nhiệm vụ còn khi bình thường người chơi chỉ được loanh quanh trong thành phố. Diện tích Empire Bay khoảng 26 kilômet vuông.

## Khu gangster tại Empire Bay
Người chơi có thể lui tới 5 địa điểm sau trong game:
- Căn hộ của gia đình nhà Scaletta
- Căn hộ của Joe Barbaro (sử dụng đến khi Vito đi tù)
- Căn hộ ở tầng trên do Joe mua giúp
- Căn hộ của Marty
- Biệt thự của Scaletta

Khi tới những địa điểm trên người chơi có thể ăn uống - phục hồi máu, thay quần áo, lấy vũ khí (nếu có)... Mỗi căn nhà/hộ đều có garage riêng chứa được khoảng 10 chiếc xe hơi(30 chiếc tại garage của Jimmy).
Các tiệm ăn, nhà hàng, hiệu quần áo,... cũng được Empire Bay miêu tả rất kĩ càng. Người chơi có thể mua/ăn hamburger, sandwich... và các thứ đồ uống như cà-phê, sô-đa để phục hồi lại máu. Những trạm xăng dầu cũng được bố trí đều mỗi khu, giúp người chơi khỏi bị tắt máy giữa đường. Trong các cửa hiệu quần áo, Vito có thể mua và thay đồ bên trong cửa hiệu để tránh bị cảnh sát phát hiện.
Trong toàn bộ game, người chơi có khoảng 20 nhà.

## Các băng đảng gangster và luật lệ trong Empire Bay
Luật lệ trong Empire Bay nhìn chung là dễ hơn so với Lost Heaven (thành phố ảo tưởng trong phần I), nhưng nếu người chơi bị cảnh sát phát hiện thì tỉ lệ chết sẽ khá cao do cảnh sát được vũ trang rất tốt và họ sẽ đuổi theo người chơi cho đến khi một trong hai bên bị chết.
Trong thành phố Empire Bay có tổng cộng 3 băng đảng gangster:
- Gia đình tội phạm nhà Clemente
- Gia đình tội phạm nhà Falcone
- Gia đình tội phạm nhà Vinci

Chúng thường tập trung mua bán-hoạt động tội phạm tại những khu phố giao lưu giữa người Ý - Mỹ (gọi là Little Italy), nhưng vẫn có ảnh hưởng nhất định và giữ nhiều địa bàn trong thành phố. Các gia đình Mafia hoạt động mua bán ma túy, hêroin,... nhưng nếu cần thiết thì chúng vẫn trừ khử lẫn nhau.
Có hai băng tội phạm chính có ảnh hưởng lớn đến hệ thống xã hội đen trong thành phố đó là băng Irish Mob (giữ địa bàn: Dipton và Kingston) và băng Tống (giữ địa bàn:khu phố Tàu/Chinatown) - thường xuyên mua bán và tàng trữ các chất gây nghiện.
Một băng đảng người Mỹ gốc da đen có tên là "The Bombers" (tạm dịch là Những kẻ đánh bom), băng này có những hoạt động mua bán cần sa, ma túy và thường xuất hiện tại các khu phố xã hội đen người da đen. Trong suốt quá trình chơi, người chơi sẽ còn gặp rất nhiều băng đảng tội phạm khác.

## Di chuyển
Empire Bay có hệ thống tàu điện bắt xuyên suốt thành phố, dựa trên các hệ thống thật như Chicago, Milwaukee, St. Paul and Pacific Railroad(The Milwaukee Road);ngoài ra hệ thống còn dẫn người chơi đến cảng và các khu công nghiệp, hệ thống tàu điện sẽ di chuyển người chơi rất xa, thường từ địa điểm này sang địa điểm khác, không phù hợp với nhiệm vụ nên vì vậy tàu điện không phải là phương tiện giao thông chính mà người chơi sử dụng.
Trong Mafia II, xe máy không chú tâm lắm.Xe hơi sẽ đóng một vai trò rất quan trong game, người chơi sẽ mua xe tại cửa hàng "Empire Automobile Shops". Khi mua được xe, người chơi sẽ phải lấy giấy phép lái xe và đổi loại xe tùy theo túi tiền. Không giống như phần trước, người chơi sẽ tự bẻ khóa mọi xe thấy trên đường mà không cần phải học.Nghề thợ sửa chữa sẽ là một điểm đột phá mới trong game, người chơi sẽ tự sửa và nâng cấp động cơ, thay đổi màu sắc xe, ni-trô, đĩa chuyển động,... mà không cần tốn tiền mua xe khác. Phần ngăn xe đằng sau có thể dùng để chứa vũ khí và ngay cả xác người(nhưng phần này chỉ xuất hiện qua các đoạn cắt cảnh-chuyển vòng).
Xe ô-tô cũng có thể bị dơ bẩn nếu như đi vào các địa điểm bùn sìn(không có ở phần trước hoặc không xác định được), bị hư hỏng phần trước của ô-tô(động cơ trước) và có thể bị nổ nếu như tông phải hầm để xăng. Xe có thể chạy mà không cần xăng (giống như phần trước) mặc dù vẫn có thể đổ xăng được và việc đổ xăng sẽ tốn tiền của người chơi.